# 48 (альбом)
«48» (Сорок восемь) — четырнадцатый студийный альбом российской рок-группы «Чайф», выпущенный в 2003 лейблом Мистерия звука

## Об альбоме
Мы думаем, что записали один из самых интересных и разнообразных альбомов в творчестве группы ЧАЙФ. Для этого и песни совершенно разные были подобраны и записаны в разных студиях, привлечены разные музыканты помимо группы ЧАЙФ и разные саунд-продюсеры от опытных до абсолютно новых имён. Мы постарались сделать его таким, чтобы, дослушав до конца, вам тут же захотелось поставить его сначала.— Цитата с обложки альбома
Некоторые композиции с альбома вошли на следующий альбом группы, Изумрудные хиты (2005), а также на последующие сборники и концертные альбомы группы. В 2016 году релиз был издан на виниле компанией «Ультра продакшн».

## Список композиций
Слова и музыка всех песен — Владимир Шахрин, за исключением указанного особо.
| №   | Название                           | Текст песни     | Музыка          | Длительность |
| --- | ---------------------------------- | --------------- | --------------- | ------------ |
| 1.  | «Доктор, доктор»                   |                 |                 | 4:04         |
| 2.  | «За полшага» (для фильма «Порода») |                 |                 | 4:06         |
| 3.  | «Африка»                           |                 |                 | 3:38         |
| 4.  | «Он и твоя любовь»                 |                 |                 | 4:10         |
| 5.  | «Сальто назад»                     |                 |                 | 5:06         |
| 6.  | «В ночь по новым адресам»          | Сергей Шкаликов | Вячеслав Двинин | 3:54         |
| 7.  | «Париж»                            |                 |                 | 4:12         |
| 8.  | «Но это так (версия)»              |                 |                 | 5:28         |
| 9.  | «Уезжаю»                           |                 |                 | 3:31         |
| 10. | «Конец (The End)»                  |                 |                 | 4:41         |
| 11. | «ХХХ»                              |                 |                 | 0:20         |

| №   | Название                                   | Текст песни   | Музыка   | Длительность |
| --- | ------------------------------------------ | ------------- | -------- | ------------ |
| 12. | «Клён» (для фильма «По ту сторону волков») | Сергей Есенин | народная | 4:08         |

На диске также размещён видеоклип на песню «За полшага».

## Участники записи
- Владимир Шахрин — гитара, вокал, бэк-вокал
- Владимир Бегунов — гитара, бэк-вокал
- Валерий Северин — барабаны, перкуссия, бэк-вокал
- Вячеслав Двинин — бас-гитара, перкуссия, бэк-вокал.